# Sundem
Sundem fou un estat tributari protegit a Maharashtra, un estat al centre oest de la República de l'Índia. Fou fundat el 1555.

## Llista de rages
- Sawai Basavalinga I Rajendra Udaiyar 1763 - 1843
- Sadashiva II Rajendra Udaiyar 1843
- Vira Rajendra Udaiyar 1843 - ?
- Sawai Basavalinga II Rajendra Udaiyar ?
- Sawai Vira Sadashiva Rajendra Udaiyar ?
- Basavalinga II Rajendra Udaiyar ? - 1935
- Desconegut 1935 - 1948?